# 黃昱維
黃昱維（1990年10月05日—）正牌的天氣小編，臺灣業餘天氣愛好者。自2012年11月20日創立「天氣即時預報」用以提醒民眾天氣變化。